# オセアニア野球選手権大会
オセアニア野球選手権大会（オセアニアやきゅうせんしゅけんたいかい、英語:Oceania Baseball Championship）は、国際野球組織のオセアニア野球連盟によって主催される野球大会である。通称OBC。参加するのはオセアニア野球連盟加盟国及び地域である。

## 概要
1989年にオセアニア野球連盟によって主催される。大会の目的は、オセアニアにおける野球の普及の促進である。2006年にはニュージーランドオークランドが開催地となり、2007年にはクライストチャーチで開催された。

## 大会記録
| Year      | Final Host       |                  | 優勝               | 準優勝 | 3rd place |
| 1999 詳細 | · グアム         | · グアム         | · アメリカ領サモア | –      |           |
| 2003 詳細 | · グアム         | · オーストラリア | · グアム           | –      |           |
| 2004 詳細 | · オーストラリア | · オーストラリア | –                  | –      |           |
| 2007 詳細 | · オーストラリア | · オーストラリア | –                  | –      |           |

脚注
1. ↑  グアムとオーストラリアが参加予定だったが、グアムの出場辞退によりオーストラリアが優勝
2. ↑  ニュージーランドとオーストラリアが参加予定だったが、ニュージーランドの出場辞退によりオーストラリアが優勝